# Stanisław Nowosielski (działacz sportowy)
Stanisław Nowosielski (ur. 20 marca 1929 w Krakowie, zm. 6 czerwca 2009 w Warszawie) – polski działacz sportowy; prezes PZPN w latach 1972-73.

## Życiorys
W latach 1962–1970 był przewodniczącym Stołecznego Komitetu Kultury Fizycznej i Turystyki. Należał do kierownictwa polskiej ekipy na igrzyskach olimpijskich w Rzymie, Monachium i Moskwie. W 1971 został wiceprezesem PZPN ds. szkoleniowych, a w lutym 1972, po ustąpieniu Wiesława Ociepki, którego powołano na stanowisko ministra spraw wewnętrznych, objął funkcję prezesa Polskiego Związku Piłki Nożnej. W 1973 został przewodniczącym nowo powstałej Polskiej Federacji Sportu i w związku z tym  w lipcu 1973 został zastąpiony na stanowisku prezesa PZPN przez Jana Maja. W 1985 został ponownie wiceprezesem PZPN, najpierw ds. szkolenia, a od 1987 do 1989 ds. ekonomiczno-finansowych.